# Dignity (canción de Bob Dylan)
«Dignity» es una canción del músico estadounidense Bob Dylan publicada por primera vez en el álbum recopilatorio de 1994 Bob Dylan's Greatest Hits Volume 3.

## Historia
La canción fue grabada durante las sesiones de grabación del álbum de 1989 Oh Mercy, aunque la versión publicada posteriormente en Bob Dylan's Greatest Hits Volume 3 fue remezclada y sobreproducida por Brendan O'Brien (quien también tocó el órgano en el álbum MTV Unplugged). A la nueva mezcla fueron añadidas una nueva pista de guitarra eléctrica y de órgano. La guitarra slide de la mezcla primigenia fue eliminada.
La primera mezcla, producida por Daniel Lanois, sería publicada posteriormente en otras recopilaciones. Las dificultades técnicas a la hora de grabar "Dignity" fueron descritas por el propio Dylan en Crónicas, Vol. 1. En un primer momento, fue grabada con Dylan, Stoltz y Green. Aunque parecían haber completado una interpretación decente, Lanois sugirió en su momento la contratación de una banda cajún de Nueva Orleans. Con cierta curiosidad por lo que Lanois se traía entre manos, Dylan aceptó el encargo. Al día siguiente, sería organizada una sesión de grabación con Rockin' Dopsie & His Cajun Band, aunque los resultados fueron desastrosos. El grupo experimentó con diferentes acordes y tempos, pero, según Dylan, todo el mundo estaba frustrado con el resultado. Dylan prefería la versión grabada el día previo, pero no la consideraba acabada, al igual que Lanois. A medida que las sesiones fueron extendiéndose, el grupo de Rockin' Dopsie abandonó el tema y comenzó a interpretar viejos clásicos como "Jambalaya", "Cheatin' Heart" y "There Stands the Glass". Al día siguiente, Dylan y el resto de músicos escucharon todas las tomas de "Dignity", siendo todas ellas rechazadas. 
Al respecto, Dylan comentó: "Viera lo que viera Dan en la canción había acabado en un lío sangriento. De donde habíamos empezado no volvimos, como una expedición a ningún lugar. En ninguna toma retrasamos el reloj. Simplemente seguimos moviéndonos a favor del viento. Cada toma era una bola de confusión."
Finalmente, "Dignity" fue descartada de las sesiones de Oh Mercy.

## Versiones
Versiones en directo de "Dignity" fueron incluidas en Live 1961-2000: Thirty-Nine Years of Great Concert Performances y en MTV Unplugged, de donde se extraería como sencillo promocional. Un demo de dos minutos de duración fue incluido como parte de un promo de seis canciones de Crónicas, Vol. 1.